# Văn học chấn thương
Văn học chấn thương (tiếng Trung: 伤痕文学; Hán-Việt: Thương ngân văn học; bính âm: shānghén wénxué) là một thể loại văn học Trung Quốc xuất hiện vào cuối thập niên 1970 trong thời kỳ chuyển loạn thành chính, ngay sau cái chết của Mao Trạch Đông, miêu tả những đau khổ của cán bộ, trí thức trong thời kỳ Cách mạng Văn hóa và sự cai trị của Tứ nhân bang.

## Bối cảnh lịch sử
Trong thời kỳ chuyển loạn thành chính, sự phát triển của văn học chấn thương tương ứng với Mùa xuân Bắc Kinh, một thời kỳ cởi mở hơn trong xã hội Trung Quốc; văn học chấn thương thậm chí còn được mô tả là "Phong trào Trăm hoa đua nở thứ hai". Mặc dù văn học chấn thương tập trung vào chấn thương và áp bức, và được mô tả là phần lớn tiêu cực, tình yêu và đức tin vẫn là chủ đề chính của nó; những người thực hiện nó thường không phản đối Chủ nghĩa Cộng sản, nhưng ngược lại vẫn giữ niềm tin vào khả năng của Đảng trong việc khắc phục những bi kịch trong quá khứ, và "coi tình yêu thương như chìa khóa để giải quyết các vấn đề xã hội". Bất chấp điều đó, mặc dù bài viết của họ được ca ngợi là đánh dấu sự hồi sinh của truyền thống chủ nghĩa hiện thực xã hội chủ nghĩa trong nghệ thuật, nhưng trên thực tế, nó thể hiện sự phá vỡ truyền thống đó, vì nó không còn chịu sự kiểm soát của đảng và không có nghĩa vụ phục vụ mục đích giáo dục chính trị cho quần chúng.
Không giống như nghệ thuật cách mạng đại chúng của Đại Cách mạng Văn hóa Vô sản, văn học chấn thương áp dụng phong cách văn học mang tính cá nhân và định hướng thị trường hơn.

## Ví dụ
Ví dụ đầu tiên của thể loại này được mọi người đồng tình là truyện ngắn Vết thương năm 1978 của Lư Tân Hoa công kích thói đạo đức giả và tham nhũng của giới quan chức. Truyện ngắn Chủ nhiệm lớp (班主任 Ban chủ nhiệm) năm 1977 của Lưu Tâm Vũ cũng được coi là tác phẩm tiên phong của văn học chấn thương, mặc dù đánh giá này vẫn còn gây tranh cãi trong giới nghiên cứu.
Hầu hết các tác giả tiêu biểu lúc đó đều ở độ tuổi ba mươi và bốn mươi; họ làm việc với tư cách nhà văn và biên tập viên được trả lương và xuất bản tác phẩm của mình trên các tạp chí văn học do nhà nước tài trợ. Sự phẫn nộ về mặt đạo đức mà họ thể hiện trong tác phẩm của mình đã gây được tiếng vang với công chúng, góp phần làm cho tác phẩm trở nên nổi tiếng. Không phải tất cả tác phẩm của các tác giả sống qua Cách mạng Văn hóa đều có thể được xếp vào loại văn học chấn thương. Trương Thừa Chí đặc biệt nổi tiếng với chủ nghĩa lý tưởng về những trải nghiệm của ông trong Cách mạng Văn hóa; các tác phẩm của ông như Hắc tuấn mã và Sông phương Bắc được coi là sự bác bỏ "sự tiêu cực của văn học chấn thương".
Trào lưu này đã khôi phục lại vị trí hợp pháp của cuộc sống thường nhật trong văn học, bắt đầu từ Vết thương, Phục hôn của Thư Triển; Hôn duyên, Bên dòng sông nhỏ của Khổng Tiệp Sinh; Anh rể "không hợp ý" của Quan Canh Dần; Đỗ quyên lại kêu của Trần Khả Hùng, Mã Minh; Ồ, con người của Vũ Môi... Tiếp theo là sáng tác truyện vừa, như Đường sống của Trúc Lâm; Trả giá của Trần Quốc Khải; Ôi! của Phùng Ký Tài; tiểu thuyết Con người ơi con người của Đới Hậu Anh; Năm tháng lần nữa của Diệp Tân... dường như đều quay trở lại viết về các phương diện của nhân tình, nhân tính. Trong thời đại này xuất hiện nhiều tác phẩm có khả năng tác động tới tình cảm của người bình dân. Vui, buồn, gặp gỡ, ly biệt giữa nam và nữ trong thế giới bình thường khiến người đọc rơi lệ hết lần này đến lần khác, tất cả mọi người đều có thể hiểu được những câu chuyện đó, trong thời đại này, văn học thực sự đã đến được với đại chúng.

## Phản hồi
Văn học chấn thương không hoàn toàn được Đảng cho phép; do những lời chỉ trích Đảng Cộng sản và bản thân Mao, cũng như phơi bày các vấn đề xã hội, nó đã bị phái bảo thủ công kích ngay từ năm 1979. Các sự kiện như phiên tòa xét xử Ngụy Kinh Sinh báo hiệu cho giới văn nhân rằng có những giới hạn đối với sự thảo luận công khai về những sai lầm trong quá khứ của Đảng, và sau khi phiên tòa xét xử Bè lũ Bốn tên kết thúc, bầu không khí chính trị nguội lạnh đáng kể. Cuối cùng, chính phủ bắt đầu trấn áp văn học chấn thương như một phần của chiến dịch rộng lớn hơn chống lại "tự do hóa giai cấp tư sản". Bản thân Đặng Tiểu Bình đã hỗ trợ rất nhiều cho chiến dịch này, mặc dù việc ông trở lại chính trường Trung Quốc sau sự ô nhục trước đó và chiến thắng chính trị của ông trước đối thủ Hoa Quốc Phong phụ thuộc rất nhiều vào việc bác bỏ tư tưởng Mao Trạch Đông vốn có trong văn học chấn thương, và ảnh hưởng của nó đối với dư luận. Bản thân chiến dịch chống lại văn học chấn thương đã khác thường ở chỗ, không giống như các chiến dịch chống lại chủ nghĩa tự do trước đó, những lời chỉ trích chính thức thường chỉ giới hạn ở việc công kích vào nội dung của nó thay vì tố cáo cá nhân.

### Trích dẫn
1. ↑  Chen 1996: tr. 160
2. 1 2  Watson 1992: tr. 107-108
3. ↑  Liu 2003: tr. 24
4. ↑  Chen 1996: tr. 161
5. ↑  Karl, Rebecca E. (2010). Mao Zedong and China in the twentieth-century world : a concise history. Durham [NC]: Duke University Press. tr. 181. ISBN 978-0-8223-4780-4. OCLC 503828045.
6. ↑  Chen et al. 2004: xiv-xvii
7. ↑  Xie 2000
8. ↑  Siu and Stern 1983: xxxviii
9. ↑  Watson 1992: tr. 106
10. ↑  McDougall and Louie: tr. 395-396
11. ↑  Trình Quang Vỹ 2019: tr. 68
12. ↑  Berry 2004: tr. 92-93
13. 1 2  Harding 1987: tr. 188
14. ↑  White 1998: tr. 166-168